# بشار عواد معروف
بشار عوَّاد معروف (ولد 1359 هـ / 1940 م) باحث ومؤرِّخ ومحقِّق عراقي، لديه خبرة واسعة في تحقيق التراث الإسلامي، ولا سيما في التاريخ. حصل على الجنسية الأردنية.

## ولادته ونشأته
هو بشار عوَّاد معروف عبد الرزاق محمد بكر العُبيدي البغدادي الأعظمي، ولد في بلدة الأعظمية غرة شعبان 1359هـ، الموافق للرابع من أيلول 1940م، ولِد لأبوين من قبيلة العُبيد، والدته هي رضِيّة أحمد الصالح، كان عمها جعفر الصالح رئيس البلد في العهد العثماني، وهي أكبر خالات الشاعر وليد الأعظمي.
اعتنى بهِ والده «المحامي عواد معروف» فأقرأه القُرآن في صغرهِ، دخل المدرسة الابتدائية سنة 1947، والثانوية في 1954، وتخرج فيها بتفوق سنة 1960، والتحق بقسم التاريخ في كلية الآداب بجامعة بغداد وتخرج فيه سنة 1964، وكان ترتيبه الأوّل على القسم للسنوات الأربع، ونال من أجل ذلك جائزة المجمع العلمي العراقي.
وفي تلك المدة تعلم على عدد من علماء العراق البارزين منهم: عَمّه الدكتور ناجي معروف الذي كان من رجالات العهد الهاشمي البارزين في العراق، والدكتور عبد العزيز الدوري، والدكتور صالح أحمد العلي، وأولوه عناية خاصة.

## تعليمه وتحصيله
- التحق بقسم التاريخ في كلية الآداب بجامعة بغداد (متأثرا بعمه ناجي معروف المؤرخ المعروف _ صاحب كتاب عروبة الإمام أبي حنيفة النعمان (كتاب)) وتخرّج فيه سنة 1964م وكان ترتيبه الأوّل.
- التحق في سنة 1964 طالبًا في دراسة الماجستير في دائرة التاريخ والآثار بجامعة بغداد، واختار كتاب ((التكملة لوفيات النقلة)) للحافظ زكي الدين المنذري (دراسة وتحقيق).
- حصل على منحة من جامعة هامبورغ الألمانية لتعلم اللغة الألمانية ليعيّن معلمًا للغة العربية في الجامعة المذكورة سنة 1965م. ودرس التاريخ على المستشرق الألماني المشهور الأستاذ برتولد شبولر.
- نال درجة الدكتوراه في سنة 1976م من كلية الآداب بجامعة بغداد عن رسالته «الذهبي ومنهجه في كتابه تاريخ الإسلام» ، وكان رئيس لجنة المناقشة عمه الدكتور ناجي معروف.[5]

## وظائفه وأعماله
- عُيّن بتاريخ 24/1/1962م كاتبًا في المكتبة المركزية بجامعة بغداد، ثم انتقل منها للعمل في مكتبة معهد الدراسات الإسلامية العليا بجامعة بغداد أيضًا، ثم إلى وظيفة معاون ملاحظ.
- عُيّن مساعد باحث في كلية الشريعة بجامعة بغداد سنة 1967م، ثم عيّن معيدًا في الكلية ثم عُيّن معيدًا فيها في السنة نفسها.
- عَمِلَ محاضرًا في كلية الإمام الأعظم وكلية الدراسات الإسلامية والجامعة المستنصرية (1967- 1969م)، ثم مدرسًا في قسم التاريخ بكلية الآداب (1970 ـ 1974م)، ثم أستاذاً مساعداً (1974- 1980م).
- تولى رئاسة قسم التاريخ بكلية الآداب (1980 - 1981م)، ثم نال مرتبة الأستاذية (بروفسور) سنة 1981م.
- أستاذًا متفرغًا للبحث العلمي في مركز إحياء التراث العلمي العربي بجامعة بغداد.
- تولى على مدى ثلاث سنوات (1989 - 1992م) رئاسة جامعة صدّام للعلوم الإسلامية (الجامعة العراقية حاليا) حيث أشرف على تأسيسها ووضع مناهجها وبرامجها، وإقامة قواعدها.
- عُيّن سنة 1992 - 1994 أستاذاً للحديث والتفسير في جامعة عمان الأهلية
- أستاذاً في جامعة البلقاء التطبيقية منذ سنة 2004م.
- اختير منذ سنة 1981م خبيرًا في المجمع العلمي العراقي، وانتخب سنة 1986م عضواً عاملاً فيه
- انتخب عضوًا في مجمع اللغة العربية الأردني سنة 1988م.
- عضوًا في مجمع اللغة العربية بدمشق سنة 2002م.
- صدرت الإرادة الملكية الهاشمية في سنة 1988م في عمّان بمنحه شهادة العضوية في المجمع الملكي لبحوث الحضارة الإسلامية "مؤسسة آل البيت للفكر الإسلامي"، وانتخب منذ سنة 1992م عضوًا في مجلس المجمع.
- انتخب في سنة 1987م عضواً في المجلس الأعلى للشؤون الإسلامية في القاهرة.
- اختير في سنة 1988م عضواً في هيئة أمناء المعهد الإسلامي العالي للدراسات الإسلامية العليا في الولايات المتحدة (كولومبيا ـ ماريلاند).
- انتخب في سنة 1989م عضوًا في المجلس الأعلى العالمي للمساجد في مكة المكرمة.
- عُهِدَ إليه في عام 2001م الإشراف العلمي العام على مشروع التفسير الكبير، وهو من مشروعات مؤسسة آل البيت للفكر الإسلامي، ويعتبر أعظم مشروع لتفسير القرآن الكريم على شبكة الإنترنيت يقدمه الهاشميون هدية العالم الإسلامي مجاناً.[6]

## المؤتمرات العلمية
شارك في عدة مؤتمرات علمية دولية قدّم فيها بحوثاً، وحضر منذ سنة 1983م أكثر من ثمانين مؤتمراً إسلامياً رسمياً وشعبياً أسهم فيها إسهاماً فاعلاً.

## اللغات
يجيد اللغتين العربية والإنكليزية، ويعرف شيئاً من اللغة الألمانية. وفي لقاء له مع الدكتور فهد السنيدي ذكر أنه تعلم اللغة الفارسية واللغة الفرنسية أثناء دراسته في الجامعة، وكانت من المتطلبات الجامعية للطالب أن يتعلم لغة أجنبية ثانية ولغة شرقية.

## كتبه وآثاره

### المؤلفات
1. أثر الحديث في نشأة التاريخ عند المسلمين. بغداد 1966م.
2. المنذري وكتابه التكملة. النجف 1968م.
3. تواريخ بغداد التراجمية. بغداد 1974م.
4. الذهبي ومنهجه في كتابه تاريخ الإسلام. القاهرة 1976م.
5. رحلة في الفكر والتراث، بالمشاركة. بغداد 1980م.
6. ضبط النص والتعليق عليه، مؤسسة الرسالة. بيروت 1982م.
7. تاريخ العراق. بالمشاركة بغداد 1983م.
8. حضارة العراق. بالمشاركة بغداد 1985م.
9. الإسلام والمستقبل. بالمشاركة، الكويت 1986م
10. علي والخلفاء. بغداد 1988م.
11. الإسلام ومفهوم القيادة العربية للأمة الإسلامية. بغداد 1988م.
12. البيان في حكم التغني بالقرآن. بغداد 1990م.
13. المنتقى من حديث المصطفى. بغداد 1990م.
14. الحقوق في الإسلام. بالمشاركة، عمان 1994م.
15. المسند الجامع لأحاديث الكتب الستة ومؤلفات أصحابها الأخرى، وهو أضخم موسوعة حديثية نُظِّمت على أحدث الطرائق العلمية في اثنين وعشرين مجلداً، نشرته دار الجيل والشركة المتحدة، بيروت والكويت 1992م.
16. تحرير تقريب التهذيب للحافظ ابن حجر العسقلاني (في النقد)، بالمشاركة، في أربعة مجلدات، مؤسسة الرسالة، بيروت 1997م.
17. في تحقيق النص، أنظار تطبيقية نقدية في مناهج تحقيق المخطوطات العربية (594 صفحة) بيروت، دار الغرب الإسلامي 2004م.[7]

### التحقيقات
1. كتاب الوفيات لأبي مسعود الحاجي (ت 566هـ)، بمشاركة، بغداد 1966م.
2. التكملة لوفيات النقلة، للحافظ المنذري (ت 656هـ)، الطبعة الأولى في سبعة مجلدات. وأعادت نشره منقحاً مؤسسة الرسالة في بيروت في أربع مجلدات.
3. أهل المئة فصاعداً، للحافظ الذهبي ((ت 748هـ))، بغداد 1973م.
4. ذيل تاريخ مدينة السلام بغداد، لابن الدبيثي ((ت 637هـ)) طبع منه مجلدان ببغداد 1974م/ 1979، ثم طبع كاملاً في دار الغرب الإسلامي (بيروت، 2007).
5. مشيخة النعال البغدادي ((ت 659هـ))، بمشاركة، (طبعه المجمع العلمي العراقي سنة 1975).
6. تهذيب الكمال في أسماء الرجال، للحافظ المزي ((ت 742هـ)) نشرته مؤسسة الرسالة في خمسة وثلاثين مجلداً.
7. سير أعلام النبلاء، للحافظ الذهبي ((ت 748))، نشرته مؤسسة الرسالة وحققنـا منه ثلاث مجلدات، والسيرة النبوية، وسير الخلفاء الراشدين، وكتبنا له مقدمة ضافية في صدر المجلد الأول.
8. معرفة القراء الكبار على الطبقات والأعصار، للحافظ الذهبي ((ت 748هـ))، بالمشاركة، في مجلدين.
9. الموطأ للإمام مالك بن أنس، برواية أبي مصعب الزهري المدني ((ت 242هـ))، بالمشاركة، في مجلدين.
10. تفسير الطبري من كتابه جامع البيان عن تأويل آي القرآن، تحقيق وتهذيب بالمشاركة، نشرته مؤسسة الرسالة في بيروت سنة 1994م في سبعة مجلدات.
11. وجيز الكلام في الذيل على دول الإسلام، للسخاوي ((ت 902هـ))، بالمشاركة، نشرته مؤسسة الرسالة ببيروت سنة 1995م في أربعة مجلدات.
12. الموطـأ، للإمام مالك بن أنس، برواية يحيى بن يحيى الليثي ((ت 234هـ))، نشرته دار الغرب الإسلامي ببيروت سنة 1996 في مجلدين، وأعيد طبعه ثانية في سنة 1998م في مجلدين.
13. الجامع الكبير، للإمام أبي عيسى الترمذي ((ت 279هـ))، نشرته دار الغرب الإسلامي ببيروت سنة 1996م ودار الجيل في بيروت سنة 1996م في ستة مجلدات، وأعيد طبعه سنة 1998م.
14. سنن ابن ماجه، للإمام محمد بن يزيد القزويني المعروف بابن ماجة ((ت 273هـ)). نشرته دار الجيل ببيروت سنة 1998م في ستة مجلدات.
15. كتاب الحوادث، لمؤلف من القرن الثامن الهجري (وهو الكتاب المسمى وهماً بالحوادث الجامعة والتجارب النافعة، والمنسوب لابن الفوطي)، بالمناصفة مع عماد عبد السلام رؤوف، دار الغرب الإسلامي، بيروت 1997م، 650 صفحة.
16. حياة الصحابة، للكاندهلوي ((ت 1384هـ))، حققه وعلق عليه سنة 1996م، ونشرته مؤسسة الرسالة ببيروت سنة 1999م في خمسة مجلدات.
17. تحفة الأشراف بمعرفة الأطراف، للإمام المزي ((ت 742هـ)) حققه استناداً إلى أصول بخط المؤلف – دار الغرب الإسلامي في 1999م في 13 مجلداً.
18. تاريخ مدينة السلام، للحافظ أبي بكر الخطيب البغدادي ((ت 463هـ))، نشرته دار الغرب الإسلامي ببيروت سنة 2000م في سبعة عشر مجلداً.
19. تاريخ الإسـلام ووفيات المشاهير والأعلام، للحافظ شمس الدين الذهبي (ت 748هـ) حققه على عشر مجلدات، وقد صدر عن دار الغرب الإسـلامي في سنة 2003 في طبعة بسبعة عشر مجلداً.
20. معجم شيوخ تاج الدين السبكي (825 صفحة) (بالاشتراك) بيروت، دار الغرب الإسلامي 2004م.
21. صلة التكملة لوفيات النقلة، لعز الدين الحسيني (ت695هـ).
22. الجزء الرابع من كتاب العبر لابن خلدون – نشرته دار القيروان للنشر – تونس، 2007م.[7]

### البحوث
1. مظاهر تأثير علم الحديث في علم التاريخ عند المسلمين - الأقلام البغدادية) السنة الأولى، العدد الخامس، (بغداد 1965م).
2. كتب الوفيات وأهميتها في دراسة التاريخ الإسلامي (مجلة كلية الدراسات الإسلامية العدد الثاني - بغداد 1968م).
3. المستدرك على معجم البلدان لياقوت الحموي (مجلة كلية الشريعة العدد الثالث، بغداد 1968م).
4. تاريخ ابن الفرات (نقد) (مجلة المورد، السنة الأولى ـ العددان 1,2 - بغداد 1971).
5. العثور على أثر مفقود لمؤرخ العراق ابن الساعي (المورد العراقية، السنة الثالثة، العدد الثالث، بغداد 1974م).
6. ذيل تاريخ بغداد لابن الدبيثي: منهجه، موارده، أهميته (بغداد، 1974م).
7. تاريخ الإسلام للذهبي، نقد مطول في مئة وثمانين صفحة في المجلد الأول الصـادر عن دار الكتب المصرية باسم التاريخ الكبير (نشر في مجلة معهد المخطوطـات وفي عددين من مجلة كلية الآداب ببغداد 1979 - 1980م).
8. تهذيب الكمال في أسماء الرجال: منهجه وأهميته (مجلة دراسات عربية وإسلامية، العدد الأول بغداد سنة 1980م).
9. مؤسسات التعليم في العراق بين القرنين الخامس والسابع الهجريين. بحث نشـر ضمن كتاب: التربية العربية الإسلامية: 2 / 373 - 403 (منشورات المجمع الملكي لبحوث الحضارة الإسلامية، عمّان 1989م).
10. ابن حبان (موسوعة الحضارة الإسلامية) التي يصدرها المجمع الملكي لبحوث الحضارة الإسلامية (المجلد الأول، عمان 1993).
11. أبو حنيفة (موسوعة الحضارة الإسلامية).
12. أحمد بن حنبل (موسوعة الحضارة الإسلامية).
13. مفهوم الحكم في الإسلام وفي الديموقراطية (بحث قدم للمؤتمر الثالث عشر لمؤسسة آل البيت - عمان 2004م).[7]

### كتب راجعها وقَدَّم لها
1. الوفيات، لابن رافع السَّلامي (دراسة وتحقيق) الدكتور صالح مهدي عباس (بيروت 1982) في مجلدين.
2. المستفاد من ذيل تاريخ بغداد، للحسامي الدمياطي (دراسة وتحقيق) للسيد محمد مولود خلف. بيروت 1986 (مجلد واحد).
3. الآداب الشرعية والمنح المرعية، لابن مفلح الحنبلي (دراسة وتحقيق) للسيد عصام فارس الحرستاني، بيروت 1994 (في ثلاثة مجلدات).
4. الشمائل المحمدية، للإمام الترمذي، تحقيق الدكتور ماهر ياسين الفحل، بيروت 2000 (مجلد واحد).
5. الجمع بين الصحيحين، لأبي محمد عبد الحق الإشبيلي، تحقيق طه بن علي بوسريح، بيروت 2003 (في أربع مجلدات ضخمة).
6. المشيخة البغدادية، لابن مسلمة (دراسة وتحقيق) تحقيق السيد كامران الدلوي بيروت 2002 (في مجلد واحد).
7. البداية والنهاية لابن كثير، مجموعة من كبار المحققين. راجعها وخرج أحاديثها (في ثمانية عشر مجلداً) صدر عن دار ابن كثير بدمشق.
8. تدوين الحديث، تأليف مناظر أحسن كيلاني، ترجمة الدكتور عبد الرزاق اسكندر، (مراجعة وتخريج الأحاديث)، بيروت، دار الغرب الإسلامي 2004م.
9. أخبار الصوفية والزهاد من تاريخ بغداد، للسيدة بلسم بصري عزت، بيروت دار الغرب الإسلامي 2004م.
10. نثر اللآلي والدرر على (القول الأزهر فيما يفتى فيه بقول الإمام زفر رسالة العلامة حسين بن إبراهيم بن بيري زاده المتوفى سنة 1099 الهجرية) للأستاذ الشيخ عزيز الرحمن رحماني النيبالي المدرس بالجامعة الإسلامية بلوساكا زامبيا.[8]

## أعلام من آل معروف
- عواد معروف
- ناجي معروف
- أحمد معروف عبد الرزاق
- خلدون ناجي معروف